# Omar Pirrera
Carmelo Pirrera, in arte Omar (Caltanissetta, 10 dicembre 1932 – Vallo della Lucania, 23 gennaio 2021), è stato un poeta, scrittore e saggista italiano.

## Biografia
Carmelo Pirrera nacque il 10 dicembre del 1932 a Caltanissetta, dove conseguì il diploma di geometra. Svolse questa professione soprattutto a Vallo della Lucania (Salerno). Lì si sposò nel 1960 con Maria Olimpia Castellano, che gli diede quattro figli.
Decise di farsi chiamare Omar per differenziarsi dal cugino omonimo, scrittore anche lui. Pubblicò cinque raccolte di versi, due romanzi e numerosi saggi storici e letterari. Numerosi suoi componimenti sono apparsi in diverse antologie a tiratura nazionale ed internazionale. 
Per diversi numeri, altri componimenti sono apparsi sul giornale Times di Filadelfia, in una pagina dedicata alla letteratura italiana a cura di Domenico A. Di Marco, professore di lingua e letteratura italiana alla La Salle University di Filadelfia. Pirrera scrisse inoltre articoli per Avvenire e per molte riviste letterarie.
Negli ultimi tempi visse in una casa di riposo, dove contrasse il COVID-19, che l'avrebbe poi stroncato nel gennaio del 2021 all'età di 88 anni.

## Premi ottenuti
- Nel 1954 ottenne un primo premio di poesia indetto dalla rivista Quadrante Italico di Bergamo, poi dirottato a Vallo della Lucania dalla segretaria del Premio,  Diana Di Paolo Salerno.
- Nel 1955 fu incoronato poeta al Campidoglio in occasione del Natale di Roma.
- Venne premiato al San Valentino di Terni.
- Il 20 novembre 1989 ebbe il premio della Cultura dalla Presidenza del Consiglio dei Ministri (Dipartimento per l'Informazione e l'Editoria).
- Nel 1996 ottenne l'onorificenza di "Cavaliere Ordine al Merito della Repubblica Italiana" [2]
- Nel 1997 la seconda strofa della poesia intitolata Isola fu trascritta su un quadrato di mattonelle in ceramica murato alla parete di una vecchia casa del paese di Sommatino, in provincia di Caltanissetta.
- Il 26 ottobre 1998 fu premiato a Novi Ligure dagli Amici della Poesia per il componimento Mediterraneo.

## Opere

### Poesia
- Deserto e poesia
- Cosmo e poesia
- Mistero e poesia
- Morire con il Sole
- Credi per non morire prima di morire

### Romanzi
- Colloqui con Parmenide
- La leggenda di Calafato parte I, II e III

### Saggi e altri scritti
- Futurismo e dintorni
- Sul Dialogus de oratoribus di Tacito
- Storia della ricerca scientifica
- Antologia dei Poeti preferiti
- La consapevolezza dell'Essere
- Pietro Giordani uno dei tanti incompresi
- Gelone: un grande siciliano
- Cartesio e la nascita della geometria analitica
- In Federico II l'Ulisse dantesco
- Come dal finito nasce l'infinito
- Giuliano l'Apostata: un ingenuo sognatore
- Origini del conflitto tra Papato e Impero
- Krishna e le origini del Cristianesimo
- Come nasce il “volgare”
- Paganesimo e Cristianesimo
- Socrate: l'interfaccia di Platone
- Socrate decise di morire
- Leopardi e la gloria
- Antonio Ranieri: un altro dimenticato
- Empedocle d'Agrigento: un incompreso
- Giulio Cesare deve morire
- Re Manfredi contro l'arroganza papale
- La morte del pudore
- Sul ritratto di Dorian Gray
- La bellezza
- La donna
- I combattenti
- Esterofili
- La medicina in Magna Graecia ed a Velia
- Il pitagorismo
- I geroglici[non chiaro]
- Leopardi e i libri
- Catastrofi finali
- Il Tiranno